# Marmara fulgidella
Marmara fulgidella är en fjärilsart som först beskrevs av James Brackenridge Clemens 1860.  Marmara fulgidella ingår i släktet Marmara och familjen styltmalar. Inga underarter finns listade i Catalogue of Life.